# 克里斯汀·奥托
克里斯汀·奥托（德語：Kristin Otto，1966年2月4日—），出生於萊比錫，原民主德国女子游泳运动员，在1988年夏季奥林匹克运动会上一人独揽6枚金牌，是第一位在一届奥运会上夺得6枚金牌的女运动员，而她亦在殘奧閉幕之後轉職德國電視台，現為德國足球總會公關顧問。
她（1988年）、德布魯因（2000年）和積素（2020年）是奧運游泳史上至今唯一三位在同一屆夏季奧運中贏得50米自由泳、100米自由泳、100米蝶式3金的游泳选手。 （页面存档备份，存于）